# Pariss Pál
Pariss Pál, írói nevén Nagyapó (Budapest, 1877. augusztus 12. – Budapest, Józsefváros, 1919. május 4.) hírlapíró és ifjúsági író.

## Élete
Parisz Ármin és Kleinmann Jozefa fia. A Budapesti Tudományegyetemen tanult, 1897-ben pedig hírlapíró lett. Előbb a Magyar Nemzet, majd 1903-tól 1919-ig Az Újság szerkesztőségében dolgozott. Mint Nagyapó, a gyerekek kedvence volt, „galambősz-szakállas mesemondóként szerepelt vasárnaponként az újságban (valójában viruló, eleven, fiatal ember volt)”. Baleset következtében vesztette életét 1919-ben.

## Magánélete
1910. november 8-án Budapesten, az Erzsébetvárosban házasságot kötött Mautner Klotilddal, majd 1912-ben elváltak. Ugyanezen évben ismét megnősült. Második felesége Hermann Erzsébet (1891–1975) volt, akit 1912. szeptember 1-jén Budapesten, a Terézvárosban vett nőül. Fia ifj. Pariss Pál volt.

## Önálló munkái
- Nagyapó meséi (Budapest: Athenaeum, 1905)
- Erdészek Katinkája
- Mesék unokáimnak (Budapest: Politzer Zs. és Fia, 1910)
- A valóság országában (fantasztikus regény, Budapest)
- Mancika könyve (mesék, Budapest: Tolnai Nyomdai Műintézet és Kiadóvállalat, 1918)
- A máriavölgyi csodaforrás